# Jeffrey Ford (Autor)
Jeffrey Ford (* 8. November 1955 in West Islip, Suffolk County (New York), Vereinigte Staaten) ist ein amerikanischer Autor der Genres Fantasy, Science-Fiction, Mystery. Er lebt in Ohio und unterrichtet an der Binghamton University. Er war 2004 und 2012 Dozent für den Clarion Science Fiction Writers’ Workshop.

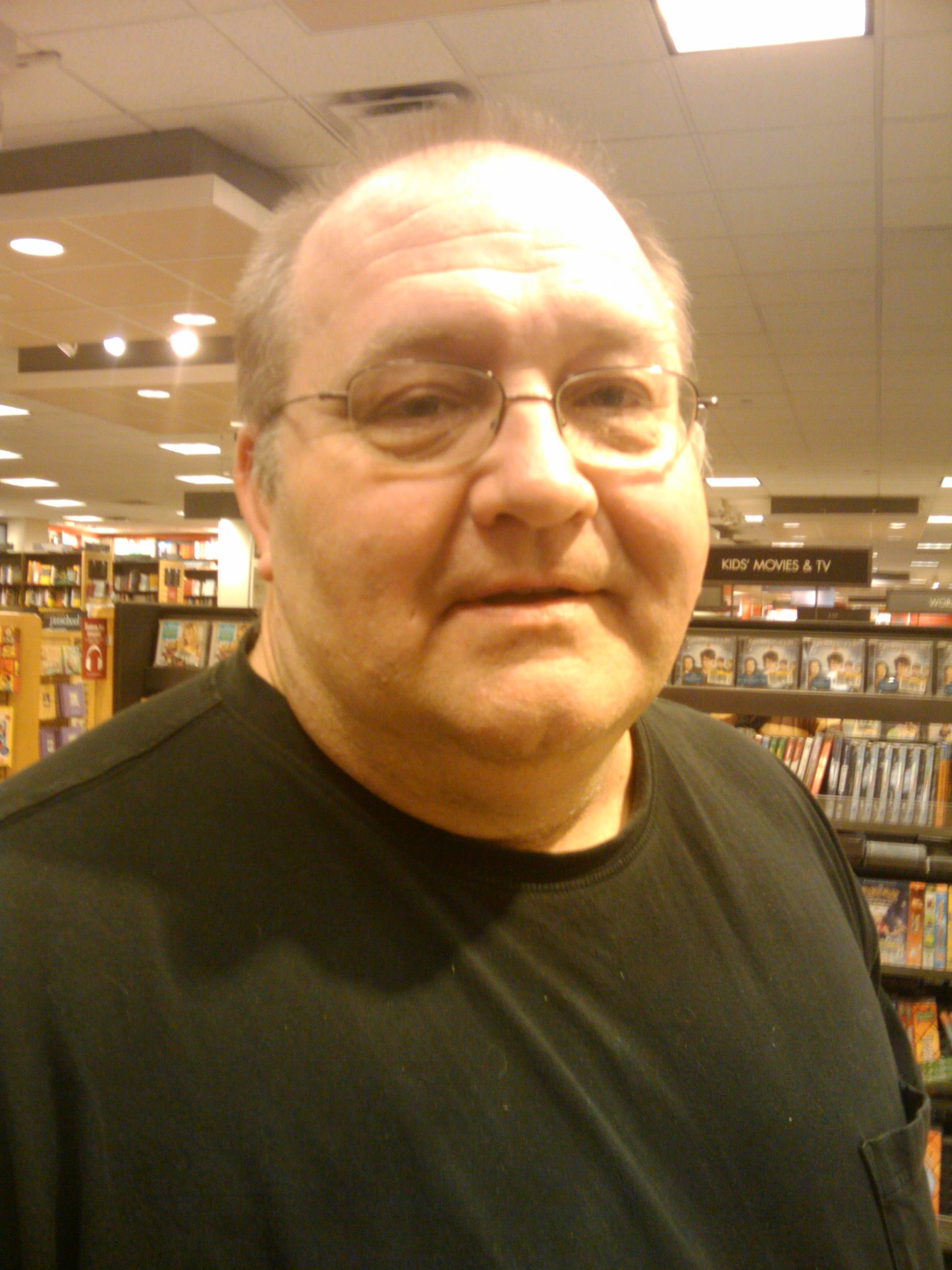
Jeffrey Ford 2009

## Werke (Auswahl)
Ford hat Romane, Kurzgeschichten, Sachbücher und eine Kolumne im The Magazine of Fantasy & Science Fiction veröffentlicht.

### Romane
- Vanitas (1988)
- The Physiognomy (1997)
- Memoranda (1999)
- The Beyond (2001)
- The Portrait of Mrs. Charbuque (2002)
- The Girl in the Glass (2005)
- The Cosmology of the Wider World (2005)
- The Shadow Year (2008)
- The Twilight Pariah (2017)
- Ahab's Return, or The Last Voyage (2018) ISBN 978-0-06-267900-0

### Kurzgeschichten
Ford hat über 130 Kurzgeschichten veröffentlicht.

## Auszeichnungen (Auswahl)
Ford gewann mehrfach den World Fantasy Award in verschiedenen Kategorien:
- Best Novel (1998) für The Physiognomy
- Short Fiction/Short Story (2003) für Creation
- Anthology/Collection (2003) für The Fantasy Writer's Assistant and Other Stories
- Novella (2007) für Botch Town
- Anthology/Collection (2009) für The Drowned Life
- Best Novel (2009) für The Shadow Year (Preis geteilt mit Margo Lanagan)
- Anthology/Collection (2017) für A Natural History of Hell

Auch den Shirley Jackson Award konnte er mehrfach in folgenden Kategorien erringen:
- Novel (2009) für The Shadow Year
- Short Fiction (2013) für A Natural History of Autumn
- Collection (2013) für Crackpot Palace
- Collection (2017) für A Natural History of Hell

Ebenfalls gewann er folgende Auszeichnungen:
- Nebula Award (Best Novelette) 2003 für The Empire of Ice Cream
- Edgar Allan Poe Award (Best Paperback Original) 2006 für Girl in the Glass
- Grand Prix de l’Imaginaire (Fremdsprachige Erzählung) 2006 für Exo-skeleton town